# Gare de Bourg-Saint-Maurice
Pour les articles homonymes, voir Gare de Bourg.
La gare de Bourg-Saint-Maurice est une gare ferroviaire française de la ligne de Saint-Pierre-d'Albigny à Bourg-Saint-Maurice (dite aussi ligne de la Tarentaise), située sur le territoire de la commune de Bourg-Saint-Maurice dans le département de la Savoie en région Auvergne-Rhône-Alpes. En hiver, elle dessert de nombreuses stations de ski, notamment Les Arcs, Tignes, Val-d'Isère, La Rosière et Sainte-Foy-Tarentaise.
Elle est mise en service en 1913 par la Compagnie des chemins de fer de Paris à Lyon et à la Méditerranée (PLM).
C'est une importante gare de la Société nationale des chemins de fer français (SNCF) pendant la saison d'hiver, desservie par des trains : TGV, Eurostar et TER Auvergne-Rhône-Alpes. Ces derniers assurent une desserte toute l'année.

## Situation ferroviaire
Établie à 813 mètres d'altitude, la gare terminus de Bourg-Saint-Maurice est située au point kilométrique (PK) 80,212 de la ligne de Saint-Pierre-d'Albigny à Bourg-Saint-Maurice, après la gare ouverte de Landry.
Gare en cul-de-sac, elle comporte de nombreuses voies, dont six voies à quai pour les voyageurs et des voies de service pour le stationnement des rames.

Vues d'ensemble des voies, gare terminus en impasse
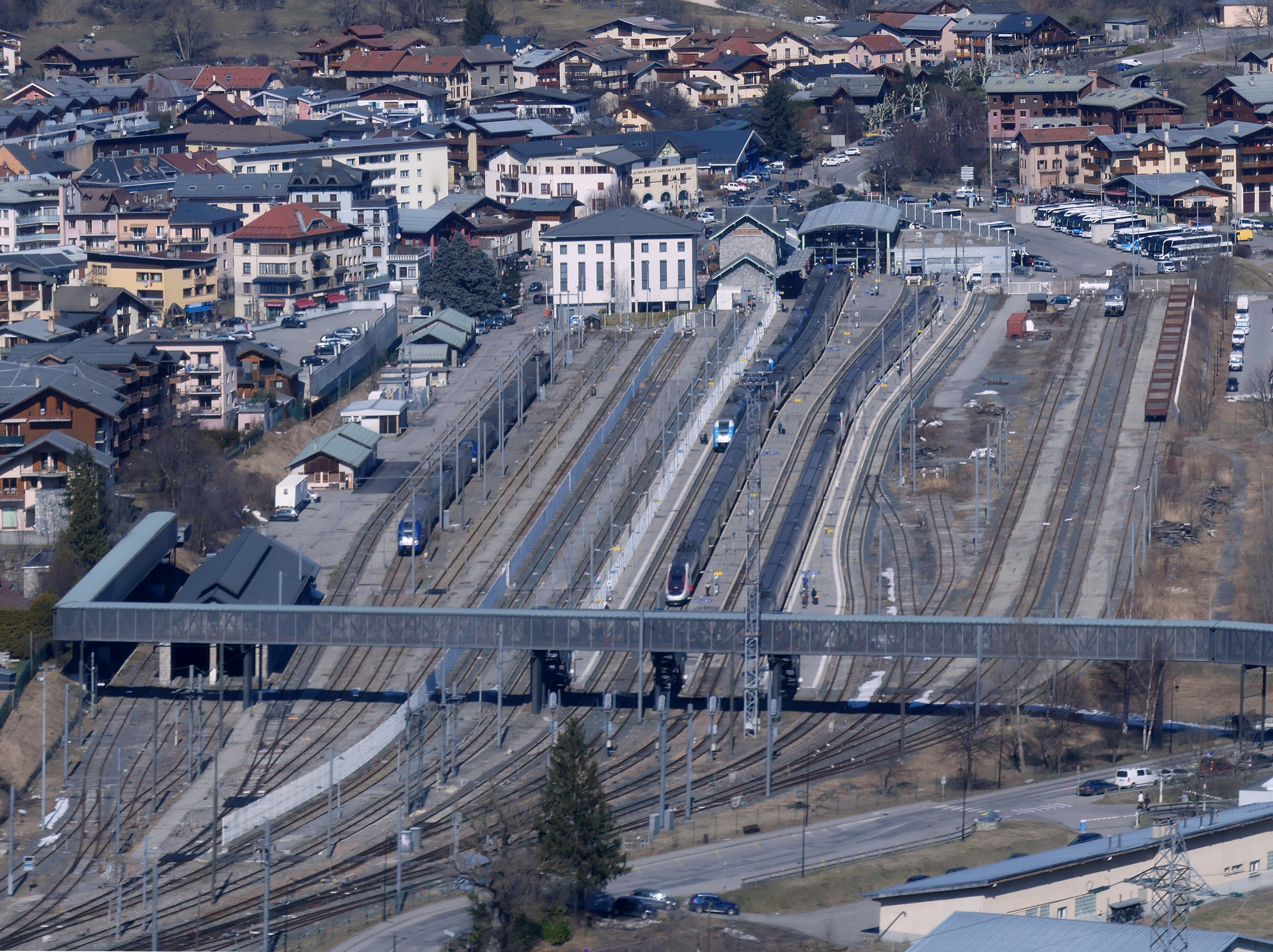
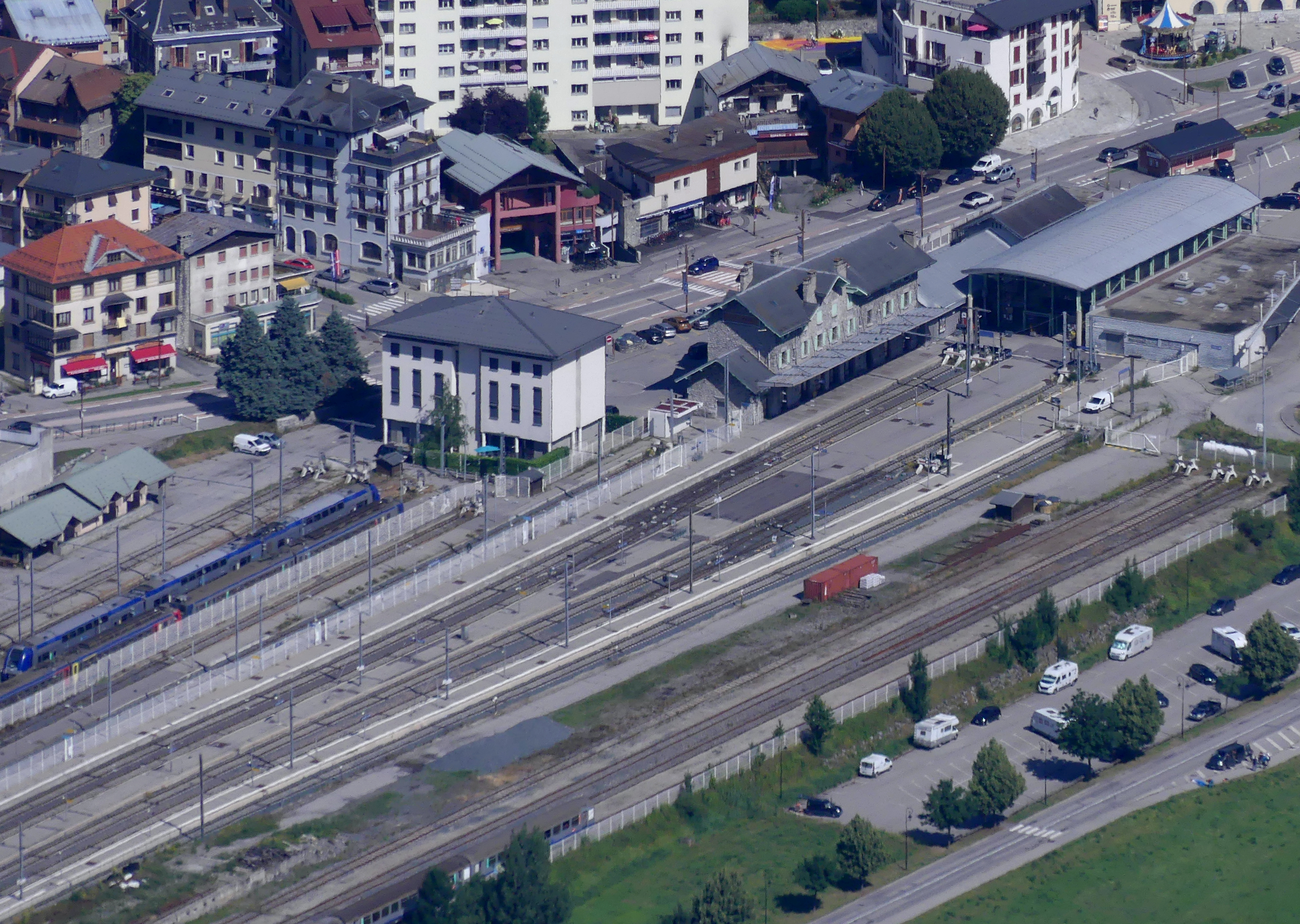
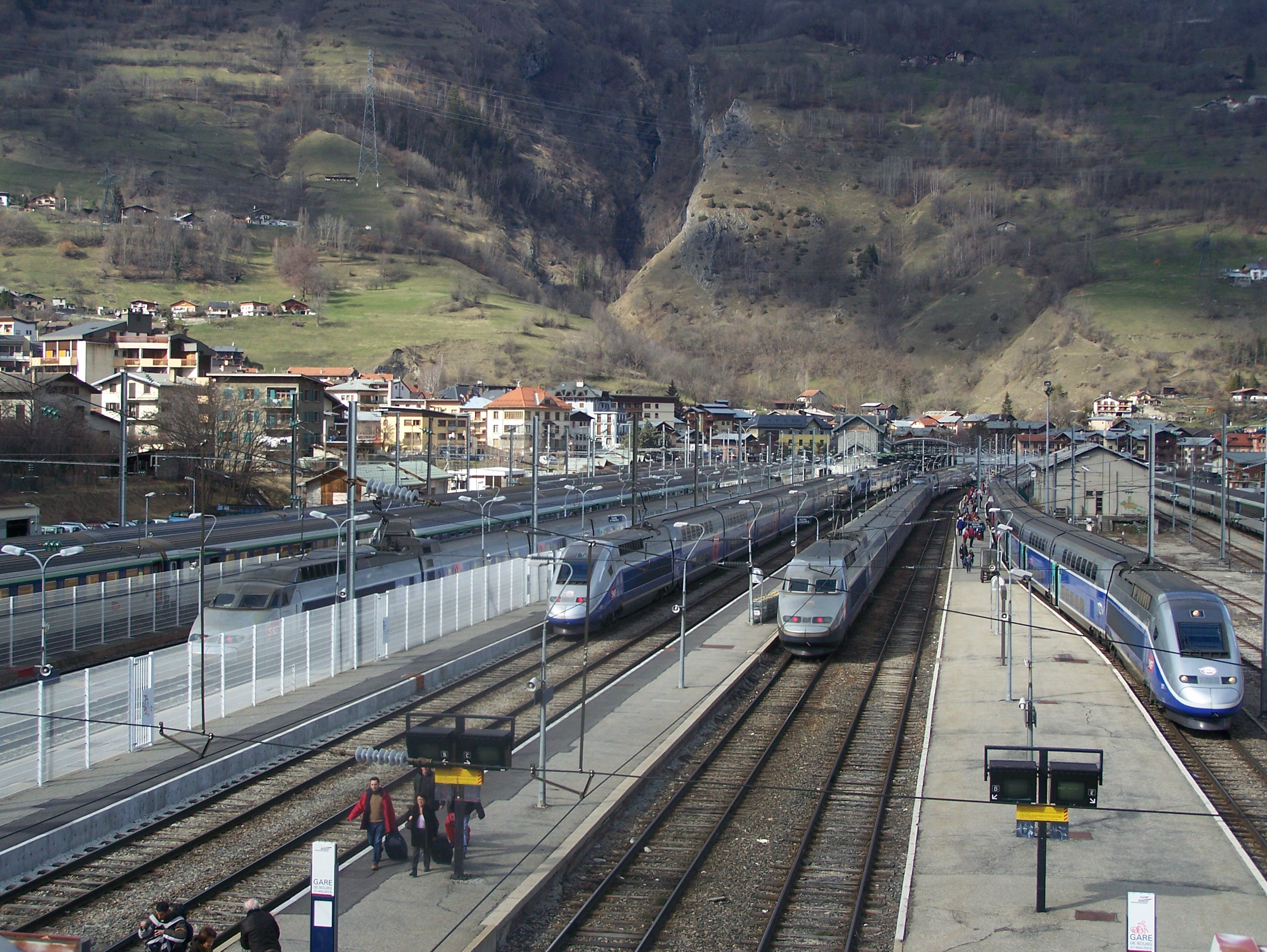
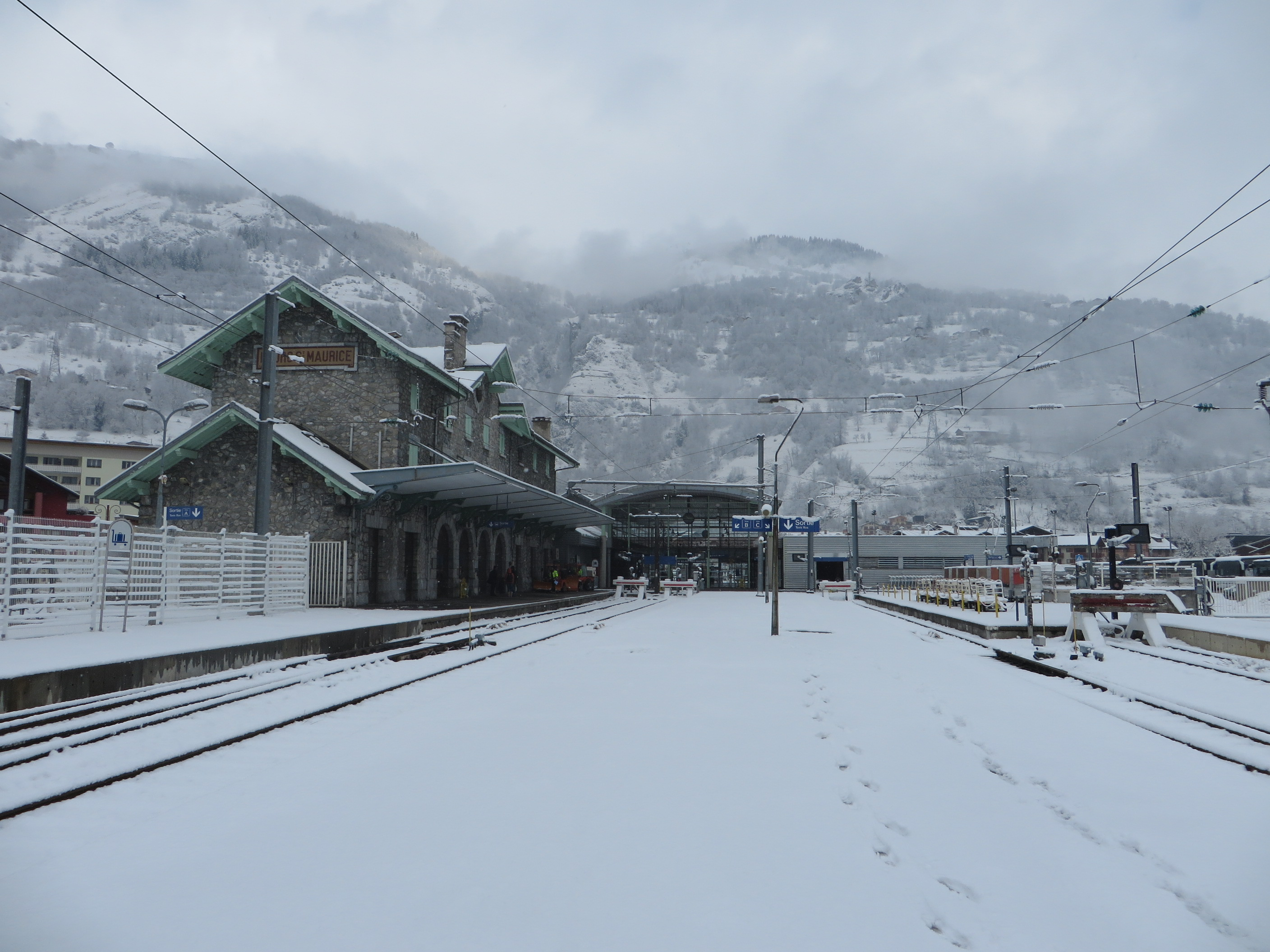
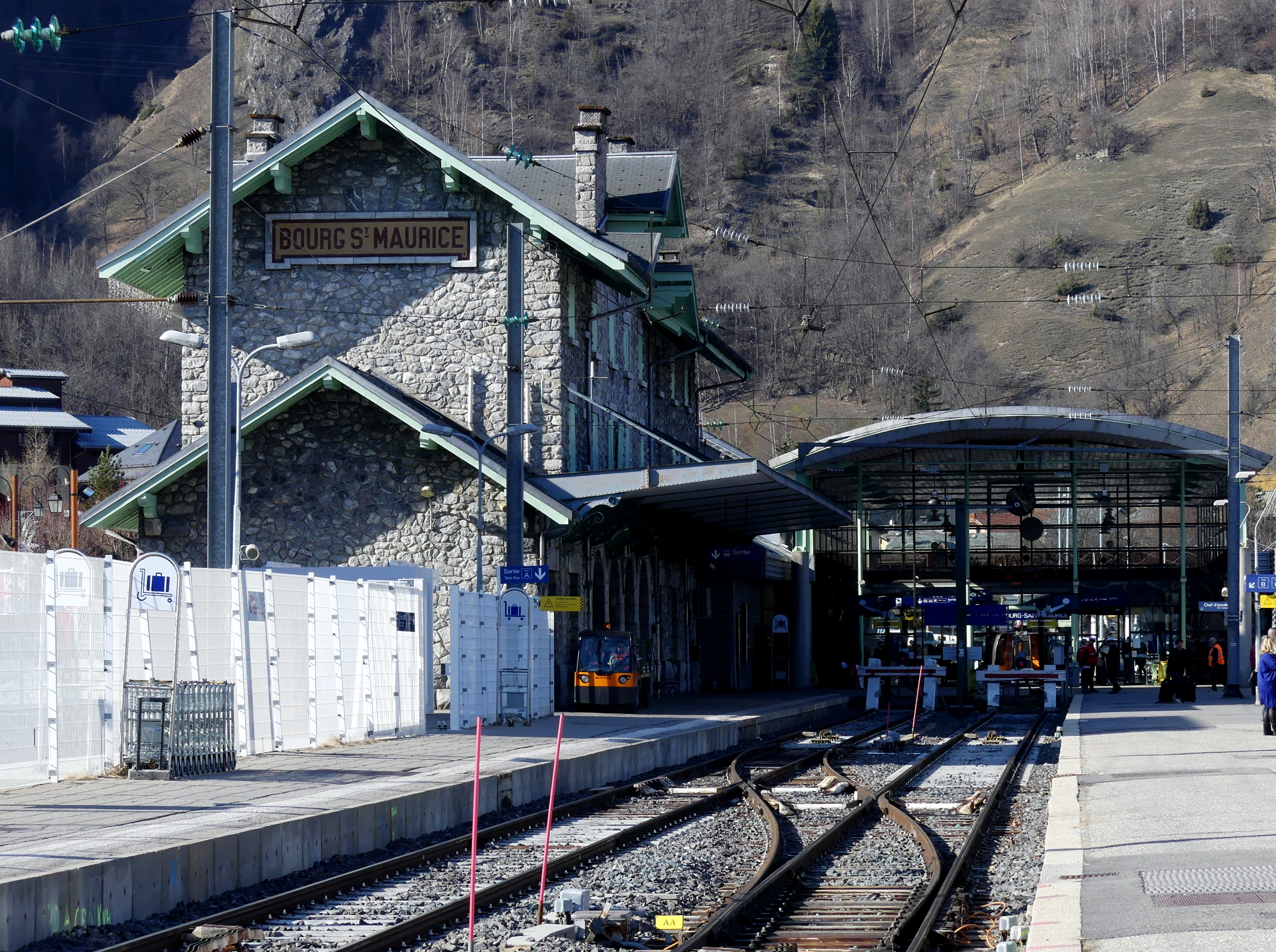

## Histoire
La gare de Bourg-Saint-Maurice est mise en service le 20 novembre 1913 par la Compagnie des chemins de fer de Paris à Lyon et à la Méditerranée (PLM), lors de l'ouverture à l'exploitation de la section de Moûtiers à Bourg-Saint-Maurice. Elle est par la suite inaugurée le 28 juin 1914, soit le même jour que l'attentat de Sarajevo à l'origine de la Première Guerre mondiale.
Pour les Jeux olympiques d'hiver de 1992, la gare a été agrandie et réaménagée. Notamment, un édifice contemporain a été ajouté à l'ancien bâtiment voyageurs.

## Service des voyageurs

### Accueil
Gare SNCF, elle dispose d'un bâtiment voyageurs, avec guichet, salle d'attente, toilettes et coin nurserie, ouvert tous les jours. Elle est équipée d'automates pour l'achat de titres de transport. Une boutique de presse est installée dans le hall.

### Desserte
La gare de Bourg-Saint-Maurice est le terminus de trains TER Auvergne-Rhône-Alpes, sur les relations :
- Aix-les-Bains-Le Revard ↔ Chambéry - Challes-les-Eaux ↔ Albertville ↔ Moûtiers - Salins - Brides-les-Bains ↔ Bourg-Saint-Maurice ;
- Lyon-Part-Dieu ↔ Chambéry - Challes-les-Eaux ↔ Albertville ↔ Moûtiers - Salins - Brides-les-Bains ↔ Bourg-Saint-Maurice (uniquement les samedis en saison hivernale)[6].

Cependant, elle devient une grande gare pendant la saison d'hiver. Des trains de grandes lignes, français et internationaux, permettent la desserte des stations de ski environnantes, notamment : Les Arcs, Tignes, Val-d'Isère, La Rosière et Sainte-Foy-Tarentaise. Elle est assurée par :
- des TGV inOui, sur les relations :
  - Paris-Gare-de-Lyon ↔ Chambéry - Challes-les-Eaux ↔ Albertville ↔ Moûtiers - Salins - Brides-les-Bains ↔ Bourg-Saint-Maurice (circule également en été),
  - Lille-Flandres / Nantes / Rennes / Cherbourg / Le Havre ↔ Chambéry - Challes-les-Eaux ↔ Albertville ↔ Moûtiers - Salins - Brides-les-Bains ↔ Bourg-Saint-Maurice ;
- des trains Eurostar (ex-Thalys), sur la relation Amsterdam / Bruxelles-Midi / Lille-Europe (correspondance spécifique avec Londres) ↔ Moûtiers - Salins - Brides-les-Bains ↔ Bourg-Saint-Maurice ;
- une relation quotidienne Ouigo Paris-Gare-de-Lyon – Lyon-Saint-Exupéry TGV – Grenoble – Bourg-Saint-Maurice (de décembre à mars[7]).

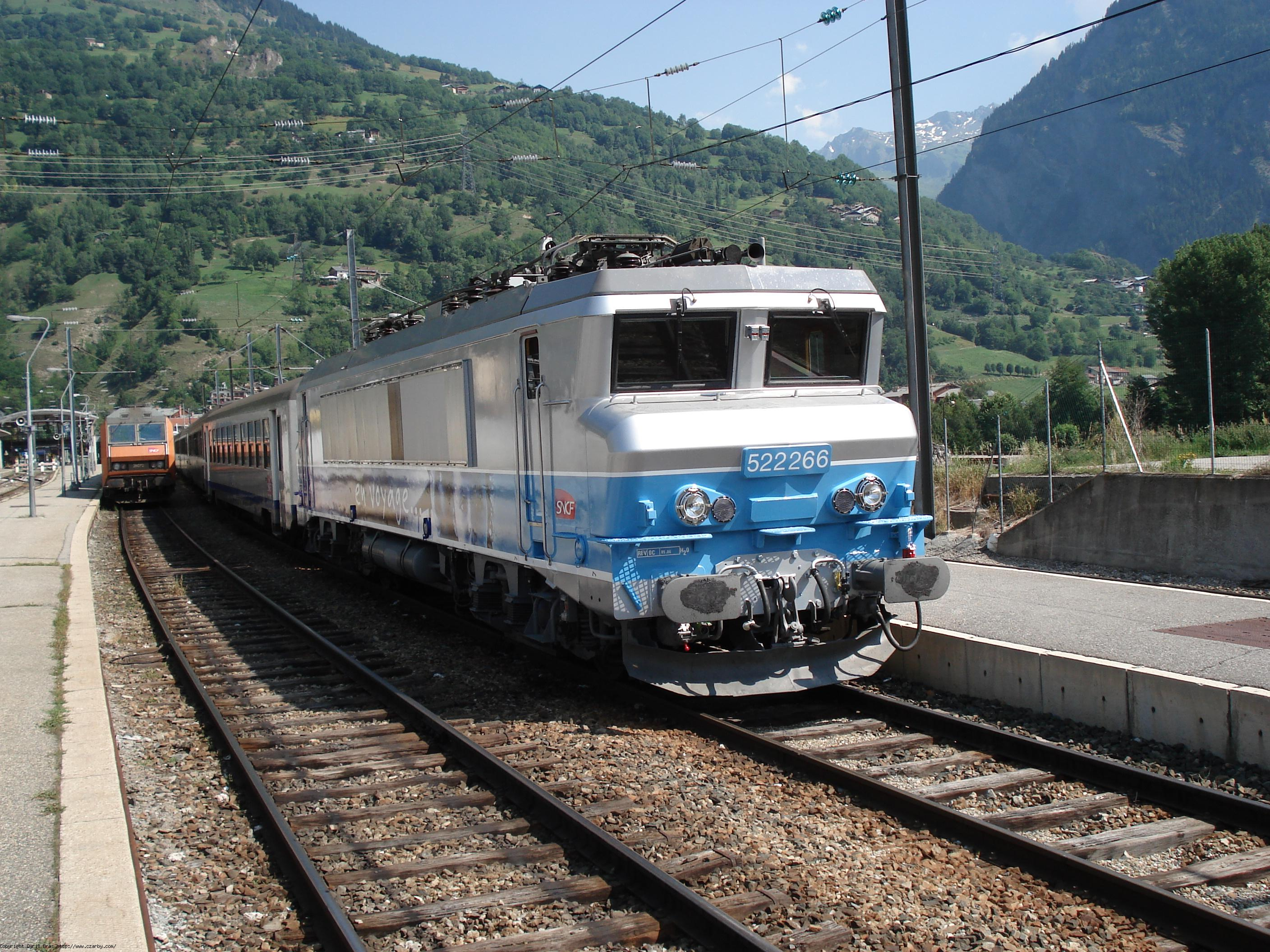
Rame TER à quai en été.
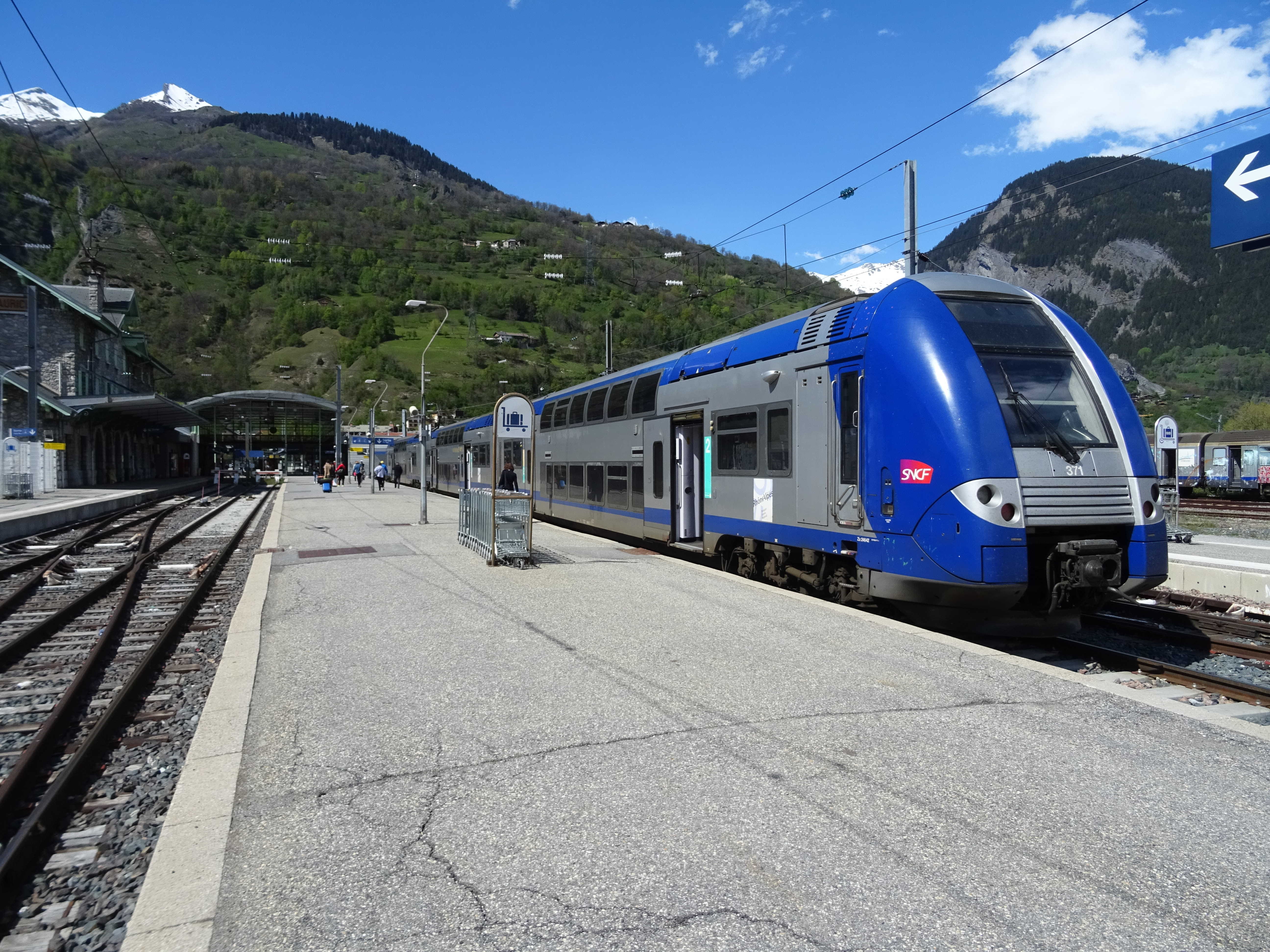
Rame TER Z 24500 Auvergne-Rhône-Alpes à quai.
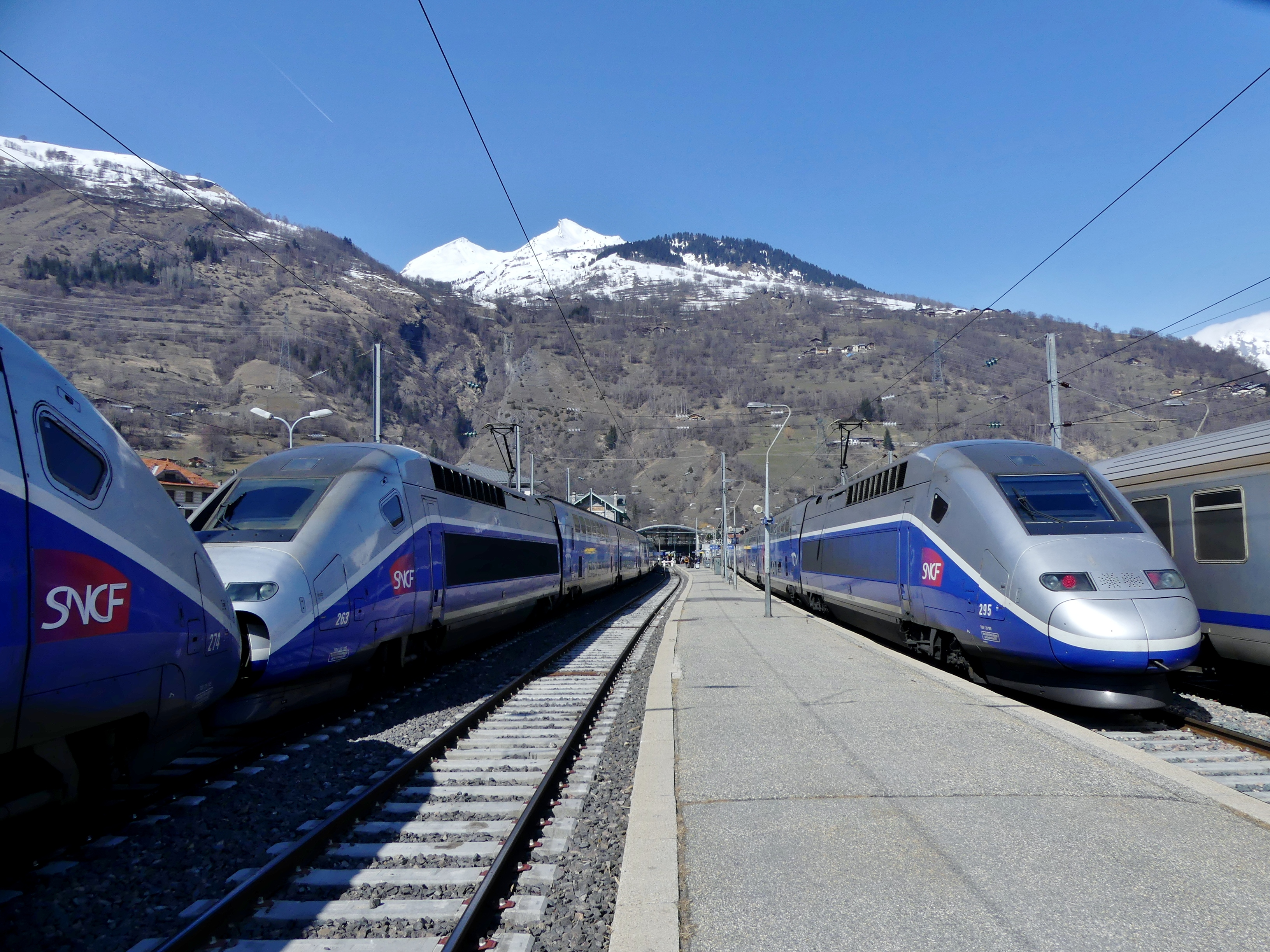
Rames TGV en stationnement en hiver.
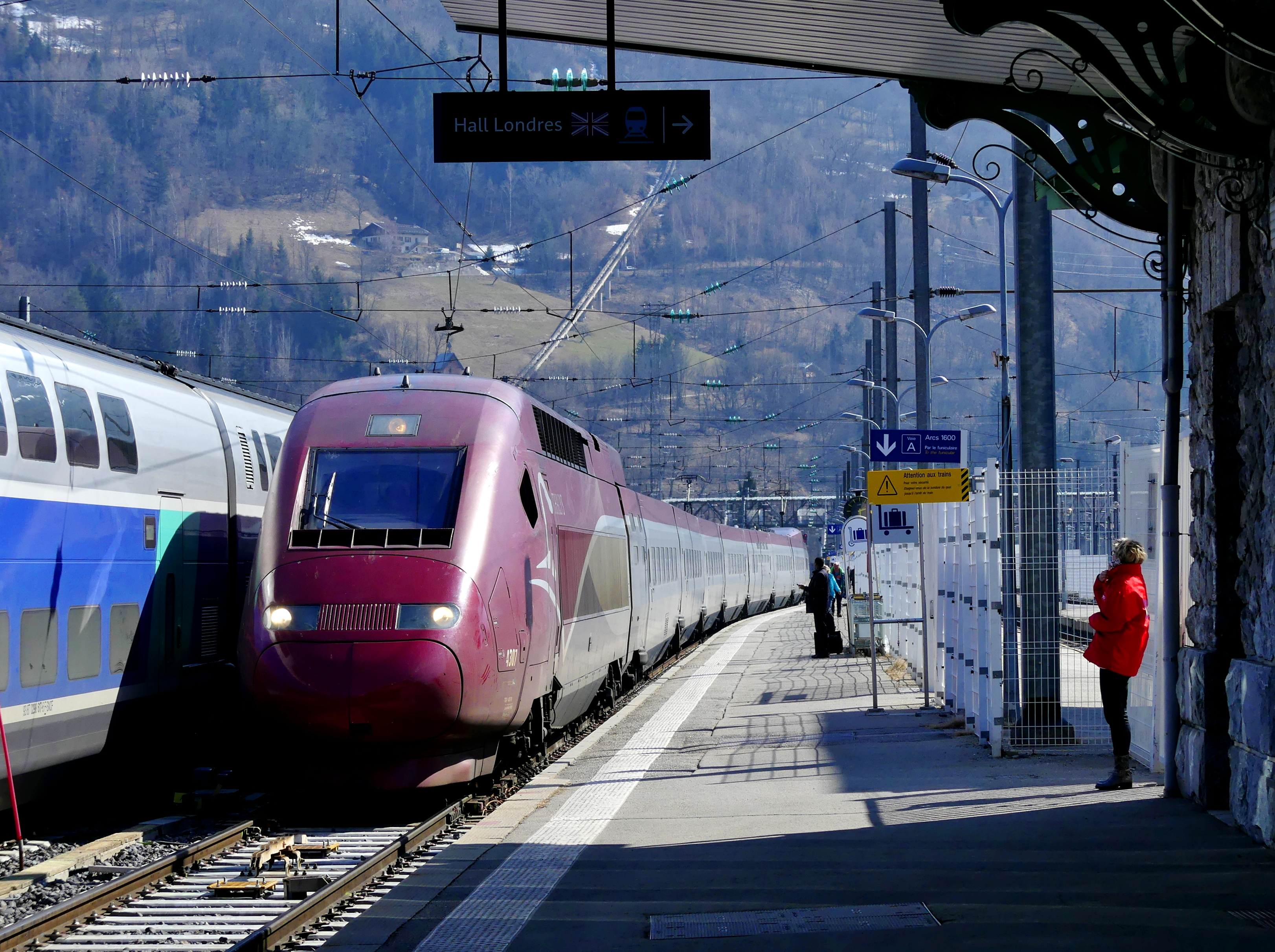
Rame Thalys arrivant à Bourg-Saint-Maurice.

### Intermodalité
Un parc à vélos et un parking pour voitures sont aménagés à ses abords.
Depuis les quais de la gare, le funiculaire Arc-en-Ciel permet de rejoindre la station Arc 1600.

Installations et desserte
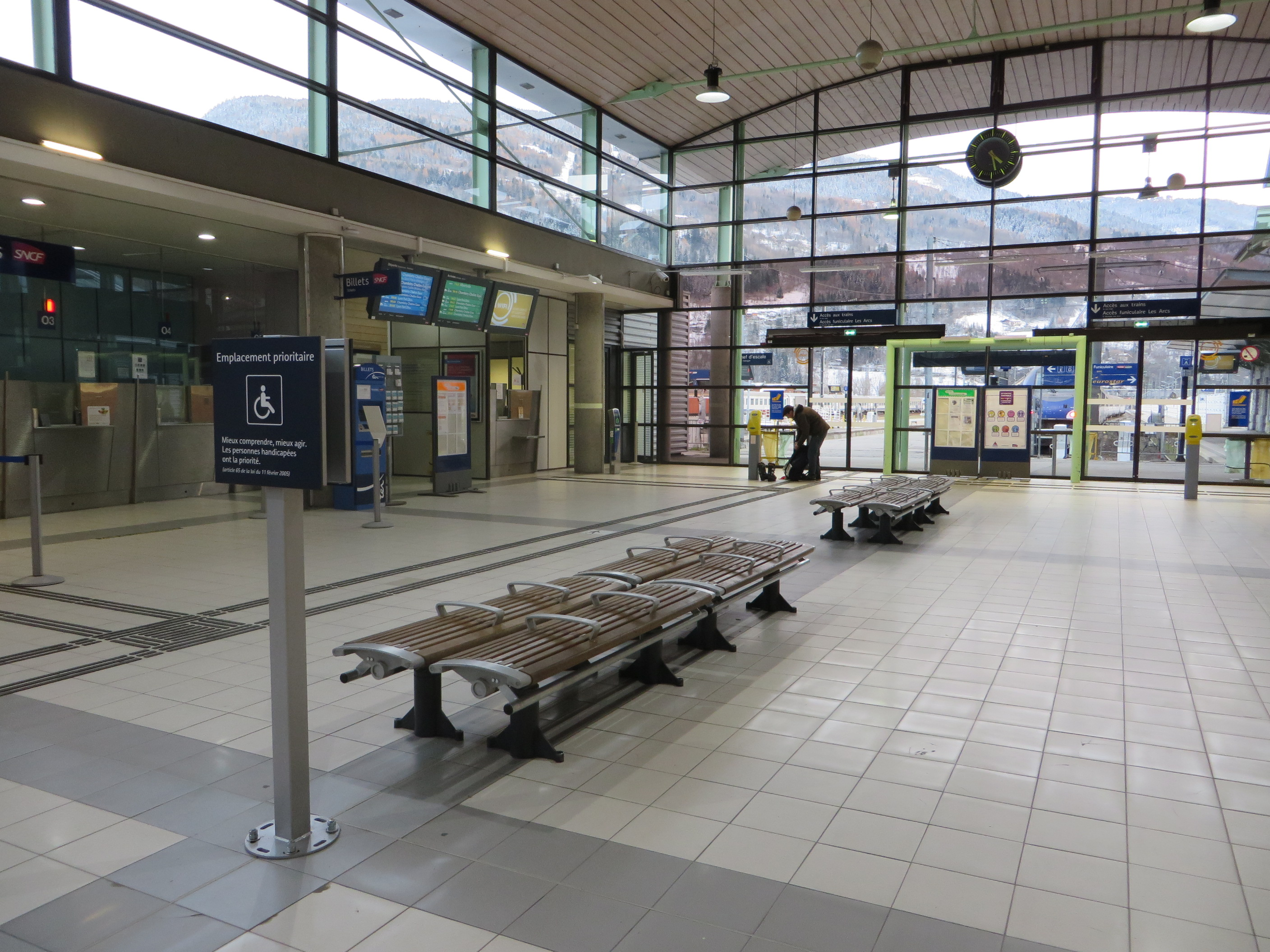
Le hall d'arrivée.
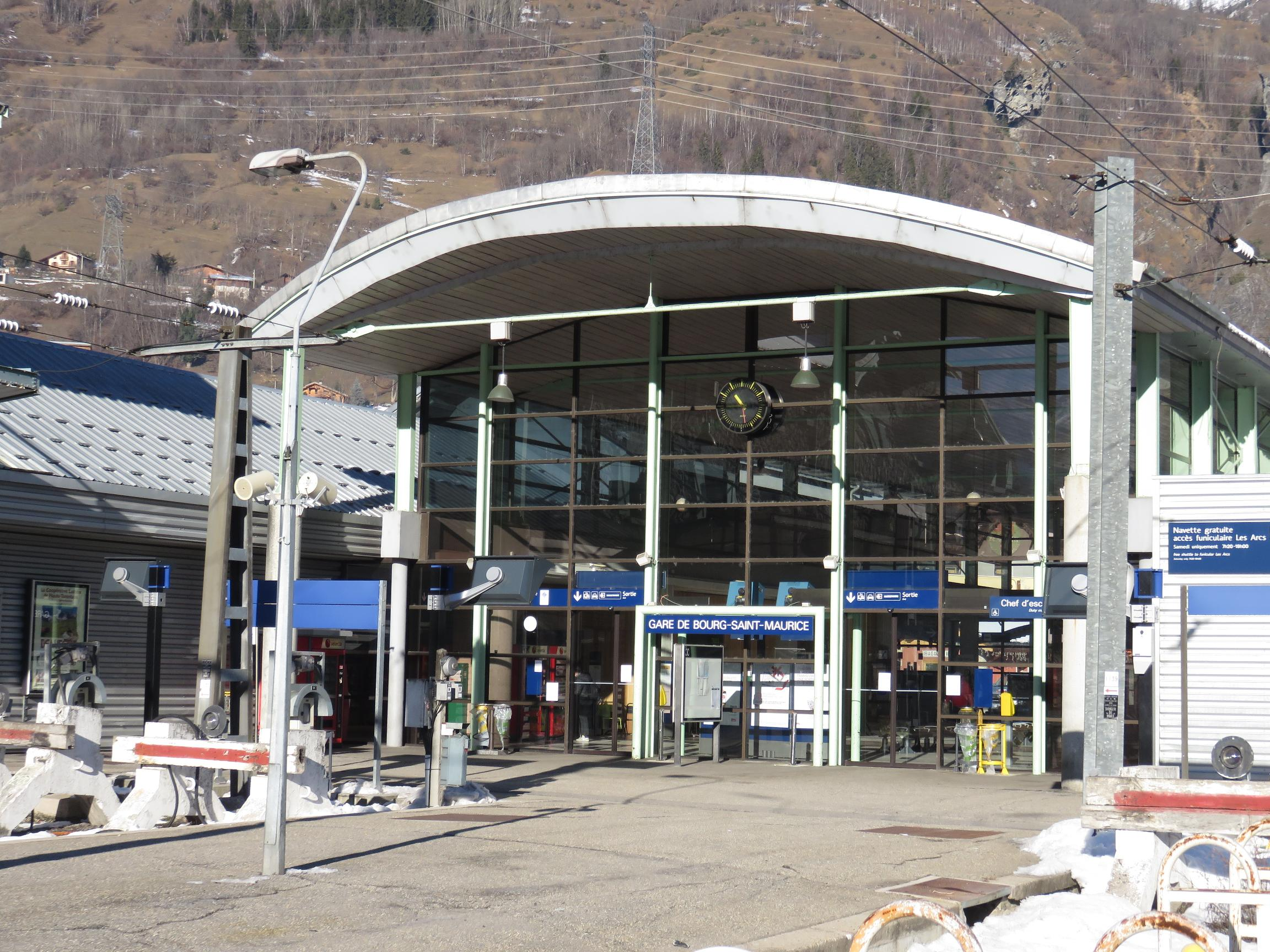
Entrée de la halle Côté quais.
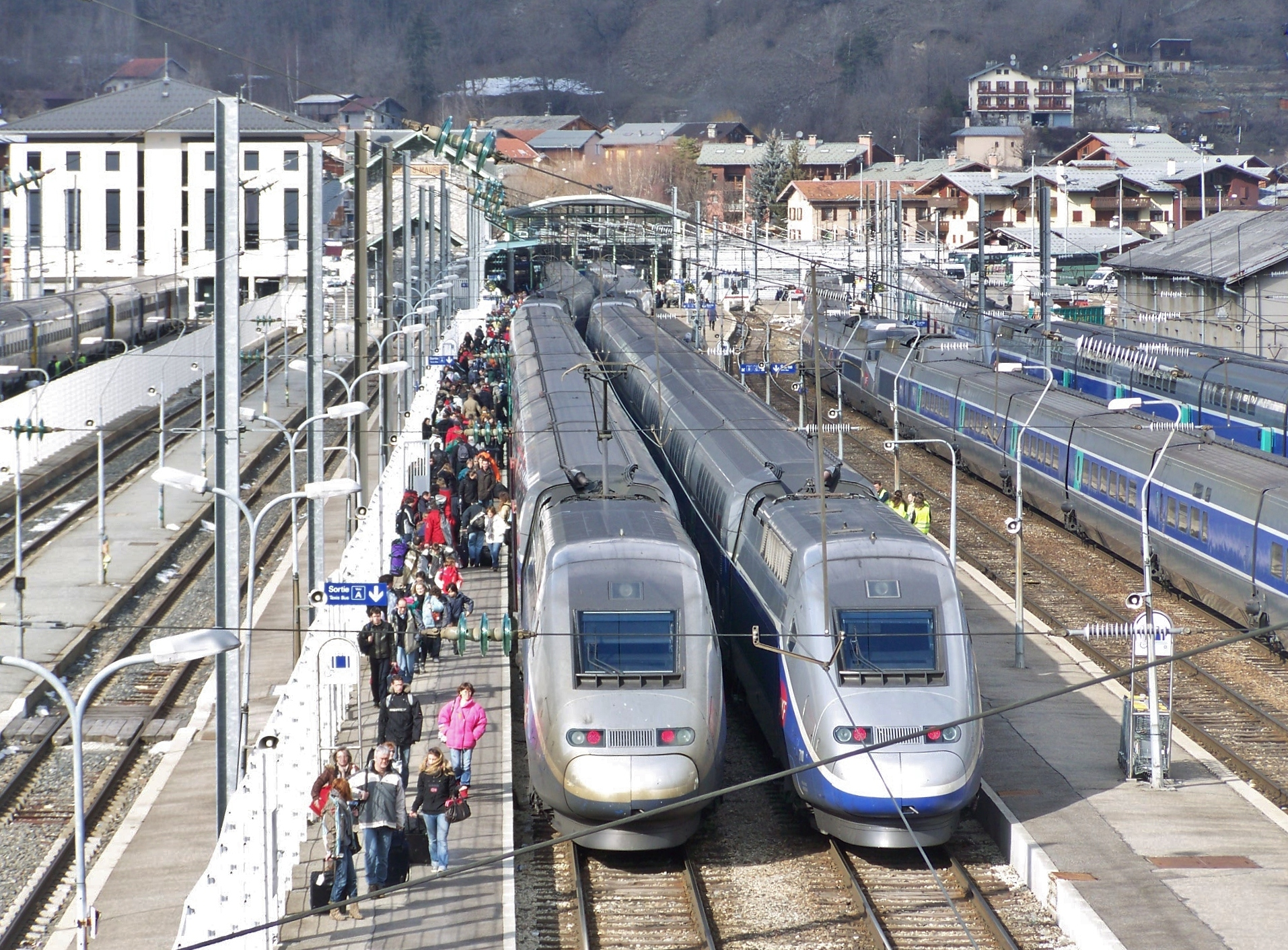
Rames TGV à l'arrivée.

## Service des marchandises
La gare de Bourg-Saint-Maurice est ouverte au service du fret (service limité au train massif).

## Patrimoine ferroviaire
L'ancien bâtiment voyageurs, ouvert en 1913, est toujours présent sur le site.

L'ancien bâtiment dans les années 2010
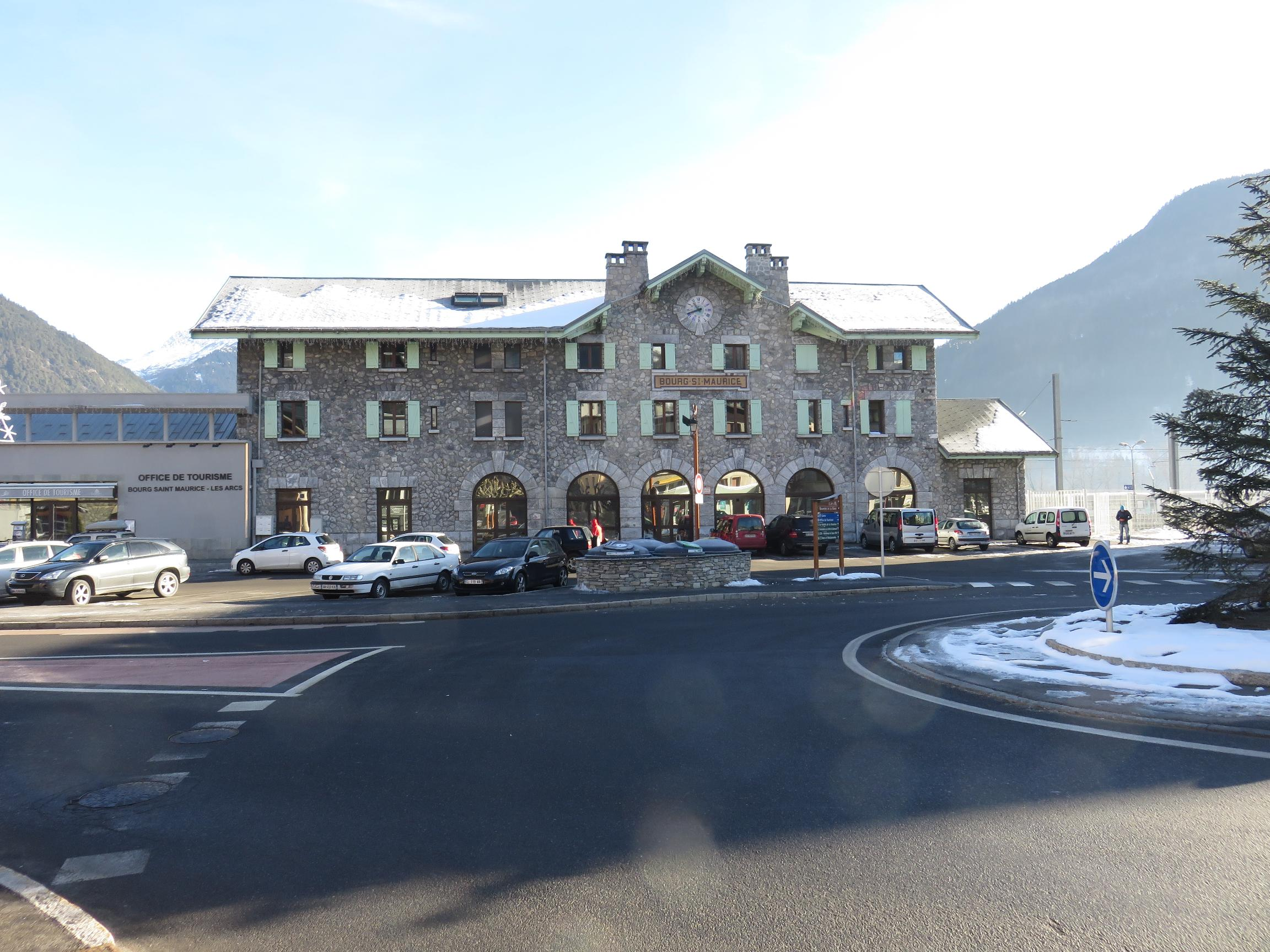
Parking et ancienne entrée de la gare.
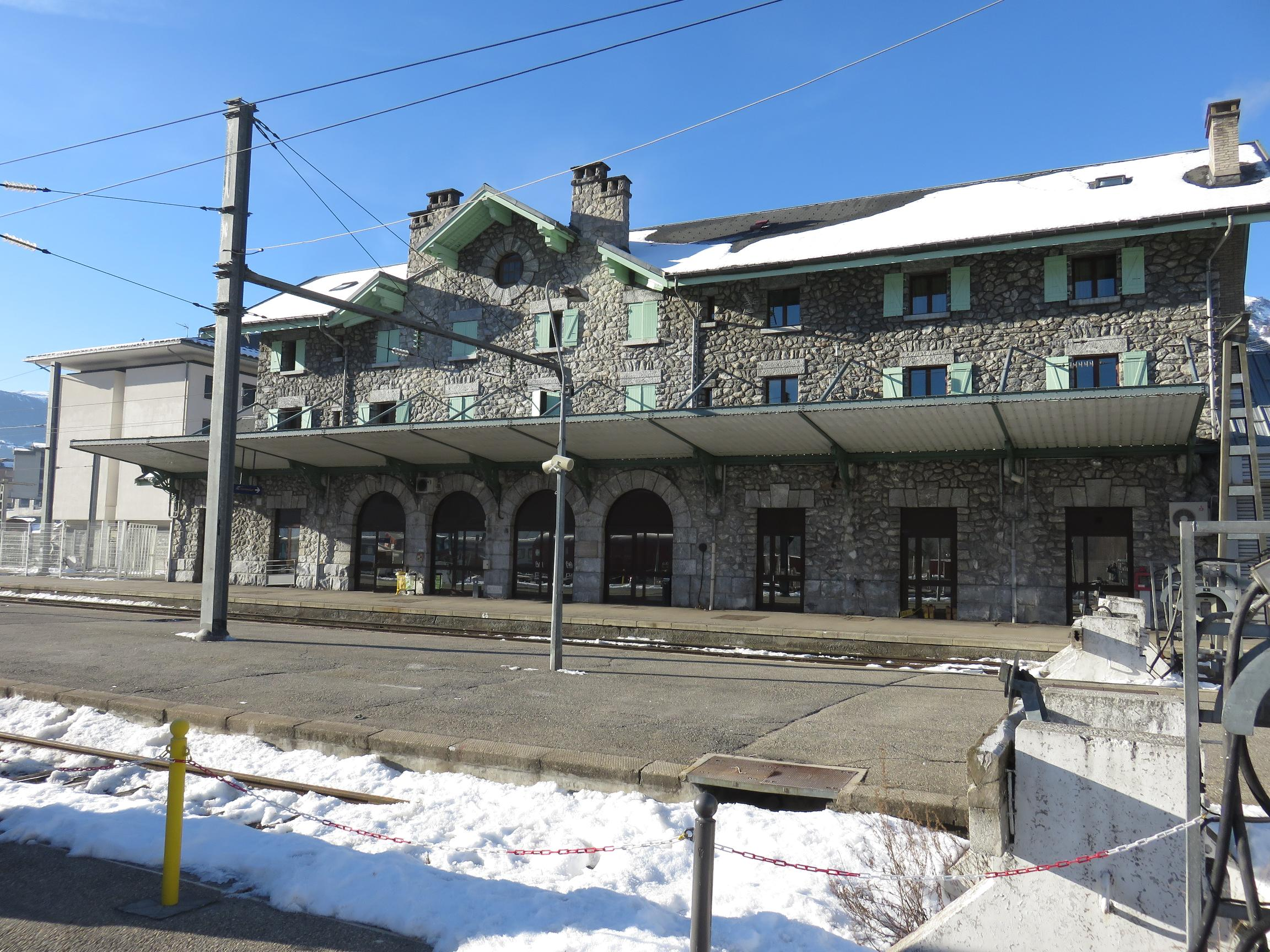
Ancien batiment côté quais.
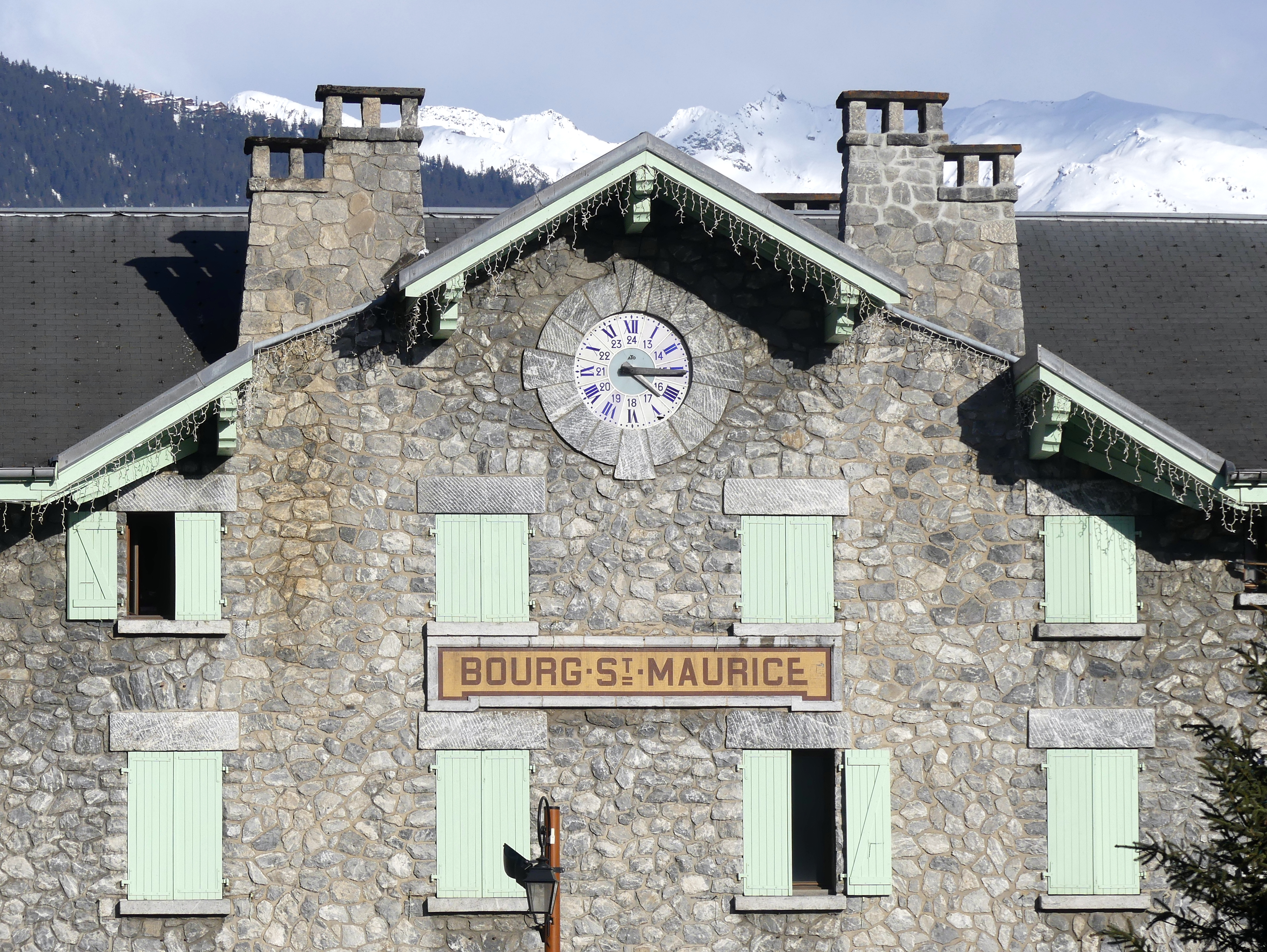
Horloge et haut de l'ancien bâtiment côté parking.